# ファサード看板
ファサード看板は、建築物の正面（ファサード）に掲げられる看板である。
主に入口の上に設置される。

## 概要
材質は、単純に板を取り付けたものや、専用のフレームにFF（フレキシブルフェイス）やアクリルを表示面として取り付けるタイプなどがある。
フレーム内部に蛍光灯やLEDを仕込み、表示面を光が透けることで、看板を光らせることが可能（行灯、電飾看板）。